# Thalassoma rueppellii
Thalassoma rueppellii — вид риб родини Labridae.

## Назва
В англійській мові має назву «Губан клюнзінгера» (англ. Klunzinger's wrasse). 

## Опис
Риба до 20 см завдовжки. Самець має гарем і утримує територію. Харчується безхребетними та малими рибами.

## Поширення та середовище існування
Часто зустрічається біля коралових рифах та затоках на глибині від 0,5 до 20 м. Лише в Червоному морі.

## Галерея

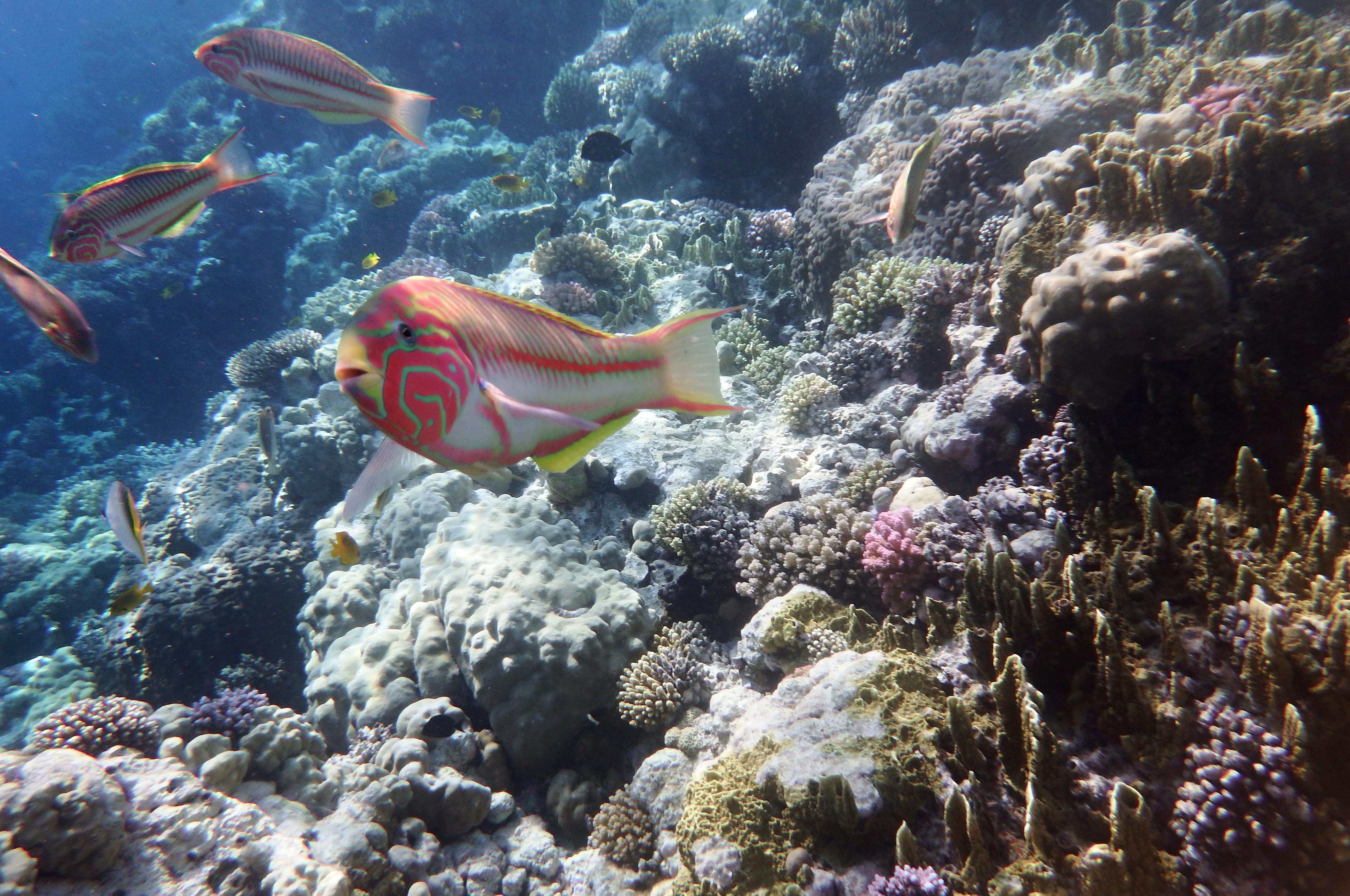
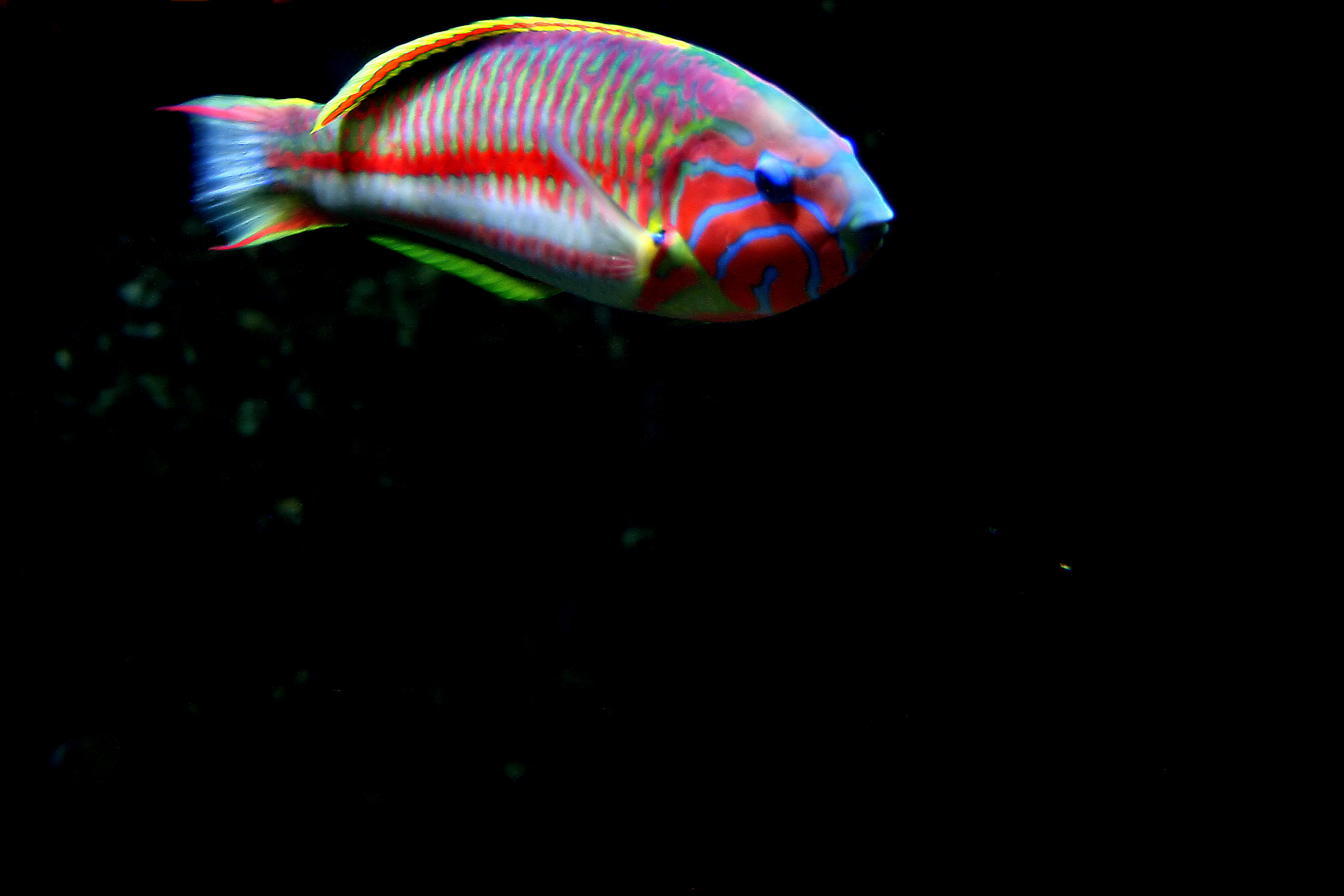